# Хидромеханика
Хидромеханиката е раздел от хидроаеромеханиката, в който се изучават движението и равновесието на несвиваеми течности и взаимодействието им с потопените в тях тела. Някои автори разбират под хидромеханика цялата хидроаеромеханика. Хидромеханиката се разделя на хидростатика и хидродинамика.
Хидростатиката изучава равновесието на течностите и изобщо на флуидите и статичното им въздействие върху потопените в тях тела. Основна задача на тази наука е определянето на разпределението на налягането във флуида. Решаването на тази задача позволява да се определят силите, които действат върху потопеното тяло. Хидростатиката започва развитието си от изследванията на Архимед, който определя подемната сила, която действа върху потопено в течността тяло (Закон на Архимед). Блез Паскал открива закона за еднаквото действие на налягането във всички посоки, който е основен за хидростатиката. На този закон се основава действието на уреда барометър за измерване на атмосферното налягане. В хидростатиката се разглеждат също и случаите, когато течността се движи заедно със съда, в който се намира, така че спрямо този съд тя е в равновесие.
Хидродинамиката е раздел на хидромеханиката, в който се изучава движението на несвиваеми флуиди и взаимодействието им с твърдите тела. Границата между хидродинамиката и аеродинамиката е условна. Прието е да се смята, че хидродинамиката изучава предимно флуидите с вътрешно триене (вискозни флуиди). Понятието вътрешно триене във флуид е въведено от Исак Нютон като сила, правопропорционална на скоростта. Тази дефиниция обаче се оказва некоректна и бива заменена със закона на Навие-Стокс, в който вътрешното триене е пропорционално на изменението на скоростта в два съседни слоя, т.е. триенето е толкова по-голямо, колкото е по-голяма разликата на скоростите в два близки слоя. С други думи, заради относителното разминаване на двата слоя течност те се трият един в друг.
Уравненията, които описват движението на вискозна течност, са много сложни и с изключение на няколко прости течения се решават само приближено или числено. Поради тази голяма сложност на уравненията са търсени други подходи за теоретично изследване на вискозната течност. За случая на слабовискозна течност е известен методът на граничния слой, предложен през 1904 г. от Л. Прандтъл. В този метод се предполага, че течността почти навсякъде е идеална освен един тънък слой около обтичаното тяло. Това позволява радикално да се опрости задачата и да се решат голям брой задачи от обтичане на тела в затворен вид и да се определи съпротивлението им.
Друг важен раздел на съвременната хидромеханика разглежда турбулентните течения, които се появяват след загуба на устойчивостта на основното течение. Те представляват хаотично пулсационно движение.
Хидромеханиката има голямо приложение при проектирането на кораби, самолети, тръбопроводи, помпи, хидротурбини, химични реактори и апарати и др.